# Etwas von den Wurzelkindern

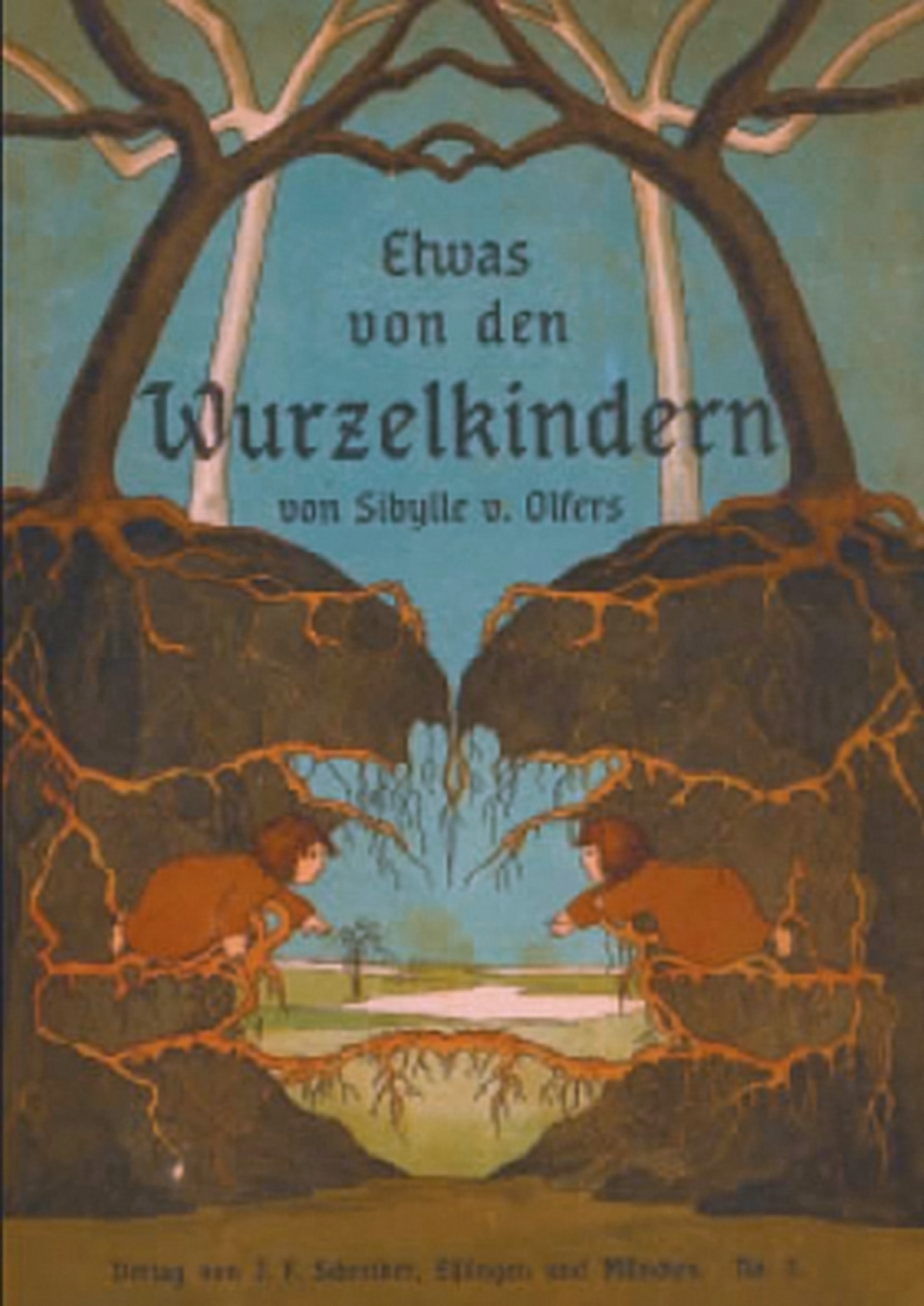
Titelbild der Originalausgaben von 1906

Etwas von den Wurzelkindern ist ein Bilderbuch in Reimen der deutschen Kinderbuchautorin und Illustratorin Sibylle von Olfers, das 1906 beim Esslinger Kinder- und Lehrbuchverlag J. F. Schreiber veröffentlicht wurde. Es ist das bekannteste Werk der Autorin und zählt zu den Klassikern unter den Kinderbilderbüchern.

## Inhalt
Als der Frühling naht, weckt Mutter Erde die Wurzelkinder, kleine elfenhafte Gestalten, die im Winter unter der Erde leben. Während die Wurzelmädchen bunte Kleider nähen, bringen die Wurzeljungen die Käfer mit Pinsel, Bürste und Farbentopf auf Hochglanz. Sobald es Frühling ist, ziehen die Wurzelkinder mit den Insekten ins Land und erblühen in Form von bunten Blumen und Gräsern. Im Sommer spielen und tanzen die Wurzelkinder und würden sich wünschen, dass es immerzu Sommer wäre. Doch der Herbst kommt mit Sturm und Wind und die Wurzelkinder kehren zurück zu Mutter Erde unter die Erdoberfläche, um sich dort bis zum nächsten Jahr auszuschlafen.

## Rezeption
Christa Stegemann schreibt in ihrer Rezension: „Sibylle von Olfers verwendet wie ihre Zeitgenossen, der Schweizer Maler und Illustrator Ernst Kreidolf und die schwedische Autorin und Buchkünstlerin Elsa Beskow, anthropomorphisierende Naturdarstellungen. In den älteren Ausgaben des Buches sind die Bilder noch eingerahmt von Jugendstil-Rankenwerk. Möglicherweise trägt die erneute Begeisterung für diesen Zeitstil neben den farbenfrohen, naturgetreuen Darstellungen und den reizenden Versen zur nach wie vor ungebrochenen Beliebtheit dieses Bilderbuches bei … Die Wurzelkinder gehorchen den jahreszeitlichen Gegebenheiten und vermitteln dadurch ein Bild von der einfachen Sinnhaftigkeit des Lebens.“
Was sich in Etwas von den Wurzelkindern bis heute anregend gestaltet, „ist die Stimmung der Geborgenheit der in der mütterlichen Erde lebenden, sich spielerisch entwickelnden, eigene Wege gehenden und schließlich heimkehrenden Kinder. Das macht diesen Jugendstil-Klassiker nicht nur zum Paradestück für den Analytiker und seine Thesen von Ablösung und Selbstfindung..., sondern erklärt seine immer noch anhaltende Beliebtheit“.
Walter Scherf schreibt im Nachwort ‚Etwas von Sibylle Olfers und ihren Wurzelkindern‘ in einer Ausgabe des Esslinger Verlags: „Zur Zeit des Jugendstils, des Impressionismus und der beginnenden Kinderpsychologie gab es eine tiefgreifende Besinnung auf das Haus und die Schönheit des Gartens, auf die unverfälschte Natur und das rechte Wohnen, auf die Familie und eine liebevolle Hinwendung zum Kind. Dieses Bilderbuch war ein Teil der neuen Einstellung – und mit dieser Einstellung, und nunmehr wieder mit der Sehnsucht nach ihr, ist es lebendig geblieben.“

## Referenzen
Etwas von den Wurzelkindern ist in dem literarischen Nachschlagewerk 1001 Kinder- und Jugendbücher – Lies uns, bevor Du erwachsen bist! für die Altersstufe 3+ Jahre enthalten.
Das Buch ist außerdem in der Anthologie 1,000 Good Books for Children (1914) des United States Bureau of Education enthalten.

## Ausgaben
- Etwas von den Wurzelkindern. Schreiber-Verlag, Esslingen 1906.

## Adaptionen
- 2012: Etwas von den Wurzelkindern, Singspiel für Kinderchor und Instrumente (Liedtexte: Ulrike Streck-Plath; Musik: Manfred Schlenker)